# Бременер, Михаил Моисеевич
Михаил Моисеевич Бре́менер (до 1917 года Ми́хель Мо́шкович Бре́менер; 25 апреля (7 мая) 1873, Кишинёв, Бессарабская губерния — 1950, Москва) — русский и советский врач-дерматовенеролог, представитель московской школы фтизиодерматологов, один из основоположников организации борьбы с кожным туберкулёзом в России, доктор медицинских наук (1904), профессор (1931).

## Биография
Родился 25 апреля (по старому стилю) 1873 года в Кишинёве (Бессарабская губерния), в мещанской семье Мойше Абрамовича Бременера и Эстер-Крейны Абрамовны Бременер; отец был уроженцем Брод и австрийским подданным, мать происходила из Кишинёва. В 1899 году окончил Медицинский факультет Императорского Харьковского университета, был вольнопрактикующим лекарем по Кишинёвскому уезду. В начале карьеры работал фабричным врачом, затем ординатором в Мясницкой городской больнице и в клинике кожных и венерических болезней Императорского Московского университета под руководством профессора А. И. Поспелова, открыл свою частную клинику в Москве.
В 1904 году защитил докторскую диссертацию и начал работать в поликлинике Государственной электрической станции.
До революции являлся одним из учредителей Всероссийской лиги по борьбе с венерическими болезнями, действовавшей при Пироговском обществе врачей, секретарём 1-го Всероссийского съезда по борьбе с венерическими болезнями, состоял членом Московского общества фабричных врачей, Московского фельдшерского общества, сотрудничал с журналом «Фельдшер», издававшемся в Петербурге в 1891—1917 годах. По его инициативе было учреждено Московское общество борьбы с волчанкой (1914).
В 1920 году организовал и стал главным врачом первого в Советской России люпозория (1-й Колобовский переулок, 19), который занимался изучением и лечением кожного туберкулёза (волчанки) и других кожных заболеваний. В 1937 году люпозорий был реорганизован в Московский научно-исследовательский институт кожного туберкулёза, который, в свою очередь, в 1956 году был преобразован в кожное отделение Центрального научно-исследовательского института туберкулёза.
В 1921 году принимал участие в организации а затем осуществлял руководство первым в СССР венерологическим диспансером (ул. Ульяновская, 3, не сохранился) на базе показательной венерологической амбулатории.
В 1921 году был избран приват-доцентом, а в 1931 году доцентом кафедры кожных и венерических болезней санитарно-профилактического факультета 1-го Московского медицинского института. В том же году, получив звание профессора, стал заведовать этой кафедрой. Одновременно вёл занятия по туберкулёзу кожи в Центральном институте усовершенствования врачей.
В 1926 году предложил собственную классификацию туберкулёза кожи, в 1937 году усовершенствовав её. Однако, несмотря на очевидную научную ценность, классификация Бременера не нашла практического применения.
В 1931 году М. М. Бременер принимает деятельное участие в организации клинического отделения для волчаночных больных в Чите. Работал в Ялтинском институте климатотерапии туберкулёза, где в 1933 году принимал участие в создании санаторно-трудового отделения московского люпозория в Кастрополе.
В 1940 году в Московском институте кожного туберкулёза Бременер применил для лечения кожного туберкулёза чистотел большой в виде пасты, получившей впоследствии название «паста Бременера» или «Плантазан В». Мазь чёрного цвета зернистой консистенции, без запаха, накладывали на люпозный очаг на 2-3 дня. Лечение оказалось безболезненным и дало положительные результаты.

## Семья
- Сын — Соломон Михайлович Бременер (1902—1972), врач, автор научных работ в области гигиены питания и гастроэнтерологии.
  - Внук — Макс Соломонович Бременер (1926—1983), русский советский прозаик, критик.
  - Внучка — Елизавета Соломоновна Ухова (1934—2010), учительница русского языка и литературы[19].
- Брат — Абрам Моисеевич Бременер, провизор[20] аптеки Сапира на Большой Грузинской улице, в годы НЭПа владелец аптечного магазина в Фуркасовском переулке.

## Избранные труды
- Устав частной по внутренним, венерическим и мочеполовым болезням лечебницы лекаря Михеля Мошкова Бременера в г. Москве. Типо-Литография Русского Товарищества печатного и издательского дела, 1903. — 11 с.
- Бременер М. М. К фармакологии дифтерийного токсина: Влияние дифтерийного токсина на обмен веществ у животных (экспериментальное исследование): Диссертация на степень доктора медицины / Из Фармакологического института Императорского Московского университета. Москва: Губернская типография, 1904. — 138 с.
- Бременер М. М. Общественная борьба с венерическими болезнями в Германии. СПб.: Практическая медицина, 1912.
- Бременер М. М. Борьба с венерическими болезнями на Дрезденской гигиенической выставке: Доклад в Физико-медицинском обществе в Москве 9 нояб. 1911 г. М., 1912. 12 с.
- Бременер М. М. Что должен каждый знать о сифилисе. Москва: Мосздравотд., 1925. 32 с.
- Бременер М. М. Венерические болезни, их лечение и предупреждение. Москва: Мосздравотд., 1925. 89 с.
- Бременер М. М. Ультрафиолетовые лучи и кожа / пр. доц. М. М. Бременер, д-р С. С. Ваиль; с предисл. проф. А. И. Абрикосова. М.: Издательство Мосздравотдела, 1927. 90 с.
- Бременер М. М. Аллергия кожи и аллергические заболевания. Москва: Мосздравотд., 1929. 152 с.
- Бременер М. М. Туберкулёз кожи. Москва; Ленинград: Биомедгиз, 1937. 428 с.
- Бременер М. М. Плантозан Б. для местного лечения туберкулезной волчанки // Вестник венерологии и дерматологии. 1940. № 4. С. 43.
- Бременер М. М. Красная волчанка. Москва: Медгиз, 1949. 108 с.
- Бременер М. М. Гигиена кожи: Научно-популярные очерки. Москва: Медгиз, 1951. 48 с.